# ليزا ديفيس
ليزا ديفيس (بالإنجليزية: Lisa Davis)‏ ممثلة أمريكية، ولدت في 20 أبريل 1936 بلندن في المملكة المتحدة.

## أعمال

### أفلام
- (1961) مئة مرقش ومرقش[5][6][7][8]

## وصلات خارجية
- ليزا ديفيس على موقع IMDb (الإنجليزية)
- ليزا ديفيس على موقع ألو سيني (الفرنسية)
- ليزا ديفيس على موقع ميوزك برينز (الإنجليزية)
- ليزا ديفيس على موقع أول موفي (الإنجليزية)
- ليزا ديفيس على موقع قاعدة بيانات برودواي على الإنترنت (الإنجليزية)
- ليزا ديفيس على موقع قاعدة بيانات الأفلام السويدية (السويدية)
- ليزا ديفيس على موقع قاعدة بيانات الفيلم (الإنجليزية)
- ليزا ديفيس على موقع كينوبويسك (الروسية)